# Greve de Laborde de Monpezat
|  | Spekulativ artikel Bemærk at denne artikel er præget af spekulationer og bør omskrives, så fakta er understøttet af verificerbare kilder. |

Greve de Laborde de Monpezat er en fransk ikke-adelig høflighedstitel (fransk: titre de courtoisie), der anvendes af familien de Laborde de Monpezat, hvor Prins Henrik var det mest fremtrædende medlem. Familiemedlemmerne kalder sig comte de Laborde de Monpezat eller marquis de Laborde de Monpezat for familiens ældste mandlige medlem (på dansk grev de Laborde de Monpezat), hvor "de Laborde" er mandslinjen og "de Monpezat" henviser til en herregård som Catherine d'Arricau, dame de Monpezat, Prins Henriks 5 x tipoldemor stammede fra. Titlerne er rent titulære høflighedstitler, dvs. at prinsen ikke er fransk adelig greve af noget grevskab. Der har været diskussion om familiens berettigelse til at føre høflighedstitlen, idet det i Frankrig kun accepteres at adelige bruger høflighedstitler, såkaldte titres de courtoisie. Høflighedstitler anvendtes i Frankrig af ubetitlede adelige, der gerne ville lade omverdenen vide at de var adelige og denne praksis accepteredes af ren høflighed, selv ved hoffet.[kilde mangler]

## Baggrund
I 1655 blev Prins Henriks 5 x tipoldefar Jean Laborde tildelt adelspatent af den franske konge Ludvig 14. I ancien régime dvs. før 1792, var alle adelstitler feudale, altså bundet til et landområde. Da Labordes ejendom ikke lå i Frankrig men i Béarn, der var en fuldt selvstændig stat i det franske rige, betød det reelt at Ludvig 14.'s adling ikke var fransk, men hørte under Béarn og dermed skulle godkendes af Béarns regering i Navarra. Dette afvistes hele to gange, i 1703 og 1707, hvilket reelt umuliggjorde adelskabet og familien blev altså dermed hverken adelig i Frankrig eller Béarn. Béarn værnede meget stædigt om sin selvstændighed, så det er nærliggende at antage, at afvisningerne ikke havde noget med Laborde at gøre, men har været en politisk modstand mod at få fransksindet adel ind ad bagdøren.

## Konsekvens
Da familien alligevel brugte grevetitlen, er slægten opført i den franske Encyclopædi over den falske adel og den tilsyneladende adel, men det danske kongehus har valgt at anerkende familiens adelskab.